# 25B-NBOMe
25B-NBOMe (NBOMe-2C-B, Cimbi-36, Nova, BOM 2-CB) — психоактивное вещество из класса фенилэтиламинов, производное от 2C-B, разработанное в 2004 году Ральфом Хеймом в Свободном университете Берлина. Он действует как мощный частичный агонист человеческого рецептора 5-HT2A. Несистематические сообщения от потребителей предполагают, что 25B-NBOMe является активным галлюциногеном в дозе всего лишь 250—500 мкг, что делает его аналогичным по эффективности для других галлюциногенов, полученных из фенилэтиламина, таких как Bromo-DragonFLY. Продолжительность эффекта длится около 12—16 часов.

## Использование в качестве радиоактивного индикатора
Меченый carbon-11 вариант этого соединения ([11C]Cimbi-36) был синтезирован и подтверждён как радиоактивный индикатор для позитронно-эмиссионной томографии (ПЭТ) в Копенгагене. В качестве 5-HT2A-рецепторного агониста РЕТ-радиолиганда [11C]Cimbi-36 предположили, что он обеспечивает более функциональный маркер этих рецепторов. Кроме того, [11C]Cimbi-36 исследуется как потенциальный маркер выделения серотонина и, таким образом, может служить индикатором уровня серотонина в естественных условиях. [11C]Cimbi-36 в настоящее время проходит клинические испытания в качестве ПЭТ-лиганда у людей.

## Токсичность
25B-NBOMe используется в клинических испытаниях с оценочной дозой для обеспечения безопасности для людей только 1 мкг. Такая доза составляет только 1/300-й дозы, которая, как ожидается, будет галлюциногенна для человека, и ожидается, что рекреационное использование значительно превысит дозы, которые, как полагают, являются безопасными для людей. Сообщается об одном случае, когда 25B-NBOMe был идентифицирован как причина смерти для 17-летнего мальчика. Несколько смертей были приписаны его близкому аналогу 25I-NBOMe.

## Правовой статус

### Канада
По состоянию на 31 октября 2016 года; 25B-NBOMe — это контролируемое вещество (Список III) в Канаде.

### Россия
Запрещено как производное от 2-Амино-1-(4-бром-2,5-диметоксифенил) этанона постановлением от 5 мая 2015 года.

### США
В ноябре 2013 года УБН временно разместило 25B-NBOMe (вместе с 25I-NBOMe и 25C-NBOMe) в Список I Закона о контролируемых веществах, что делает его незаконным веществом в течение двух лет. В ноябре 2015 года временное размещение было продлено ещё на один год.